# Nicholas Goodrick-Clarke
Nicholas Goodrick-Clarke, Dr.Phil. (Bristol, 15 de enero de 1953 - Lincoln, 29 de agosto de 2012), fue un autor británico que escribió varios libros sobre ocultismo y esoterismo modernos y su relación con la política fascista. Su libro The Occult Roots of Nazism, permanece siendo editado continuamente desde su publicación en 1985, y fue traducido en varios idiomas. También escribió sobre los aspectos ocultistas del neonazismo en Black Sun: Aryan Cults, Esoteric Nazism and the Politics of Identity. 
Goodrick-Clarke fue profesor de Esoterismo Occidental y Director del Centre for the Study of Esotericism (EXESESO), en la "School of Humanities and Social Sciences" parte de la Universidad de Exeter del Reino Unido.

## Obras
- Las Oscuras Raíces del Nazismo. Buenos Aires: Editorial Sudamericana, 2005. ISBN 950-07-2660-2
- Raíces ocultistas del nazismo: cultos secretos arianos y su influencia en la ideología nazi: los ariósofos de Austria y Alemanha, 1890-1935. Lisboa: Terramar, 2002. ISBN 972-710-321-9 (The Occult Roots of Nazism: The Ariosophists of Austria and Germany, 1890-1935. ISBN 0-85030-402-4, 1985
- Hitler's Priestess: Savitri Devi, the Hindu-Aryan Myth and Neo-Nazism. ISBN 0-8147-3111-2
- Sol Negro: cultos arianos, nazismo esotérico y políticas de identidad. São Paulo: Madras, 2004 (Black Sun: Aryan Cults, Esoteric Nazism, and the Politics of Identity. ISBN 0-8147-3155-4)
- Unknown Sources: National Socialism and the Occult, coescrito con Hans Thomas Hakl. ISBN 1-55818-470-8
- Enchanted City - Arthur Machen and Locality: Scenes from His Early London Years, 1880-85 (1987). ISBN 0-948482-03-6
- Helena Blavatsky (edición e introducción de Goodrick-Clarke). ISBN 1-55643-457-X
- G.R.S. Mead and the Gnostic Quest (edición e introducción de Goodrick-Clarke). ISBN 1-55643-572-X
- Emanuel Swedenborg: Visionary Savant in the Age of Reason por Ernst Benz, traducido y presentado por Goodrick-Clarke. ISBN 0-87785-195-6
- Paracelsus: Essential Readings (editado por Goodrick-Clarke). ISBN 1-55643-316-6
- Swedenborg and New Paradigm Science por Ursula Groll (traducido por Goodrick-Clarke). ISBN 0-87785-303-7
- Dreamer of the Day: Francis Parker Yockey and the Postwar Fascist International por Kevin Coogan, prólogo por Goodrick-Clarke (Autonomedia, Brooklyn, NY 1998. ISBN 1-57027-039-2)